# 4 avril en sport
4 mars 4 mai
Chronologies thématiques
- Croisades
- Ferroviaires
- Disney

Le 4 avril est le 94e jour de l'année du calendrier grégorien, le 95e en cas d'année bissextile.

## Événements

### XIXesiècle
- 1857 :
  - (Aviron) : The Boat Race entre les équipes universitaires d'Oxford et de Cambridge. Oxford s'impose[1].
- 1859 :
  - (Boxe) : John Morrissey annonce sa retraite et abandonne le titre de Champion d'Amérique, que l'on attribue à son challengeur le plus proche John C. Heenan[2].
- 1868 :
  - (Aviron) : The Boat Race entre les équipes universitaires d'Oxford et de Cambridge. Oxford s'impose[1].
- 1877 :
  - (Cricket) : l’Angleterre s’impose face à l’Australie à Melbourne par 4 wickets dans le second test-match de l'histoire du cricket.

### XXesièclede1901à1950
- 1909 :
  - (Rugby à XV) : au Stade des Ponts Jumeaux à Toulouse, devant 15 000 spectateurs, le Stade bordelais UC devient champion de France en battant en finale le SOE Toulouse 17 - 0.

- 1926 :
  - (Basketball) : la France s'incline face à l'Italie (17 - 24) à Milan. C'était le Premier Match Officiel de son histoire

### XXesièclede1951à2000
- 1982 :
  - (Formule 1) : Grand Prix automobile de la côte Ouest des États-Unis.
- 1998 :
  - (Football) : victoire du Paris Saint-Germain contre les Girondins de Bordeaux en finale de la Coupe de la Ligue de football 1997-1998 sur le score de 4 tirs au but à 2 (2 partout après prolongations).

### XXIesiècle
- 2004 :
  - (Formule 1) : Grand Prix automobile de Bahreïn.
- 2010 :
  - (Formule 1) : Grand Prix de Malaisie.
- 2016 :
  - (Hockey sur glace /Championnat du monde féminin) : les Américaines s'imposent face aux Canadiennes après prolongation 1-0 et deviennent championne du monde de hockey sur glace. Les Russes complètent le podium.

## Naissances

### XIXesiècle
- 1874 :
  - Otto Salzer, pilote de courses automobile allemand. († 7 janvier 1944).
- 1879 :
  - Gustav Goßler, rameur allemand. Champion olympique du quatre avec barreur aux Jeux de Paris 1900. († 4 avril 1940).
- 1882 :
  - Harold Hardman, footballeur anglais. Champion olympique aux Jeux de Londres 1908. (7 sélections en équipe nationale). († 9 juin 1965).
- 1888 :
  - Tris Speaker, joueur de baseball américain. († 8 décembre 1958).

### XXesièclede1901à1950
- 1913 :
  - Dave Brown, joueur de rugby à XIII australien. (9 sélections en équipe nationale). († 23 février 1974).
- 1915 :
  - Amedeo Biavati, footballeur italien. Champion du monde de football 1938. (18 sélections en équipe nationale). († 22 avril 1979)
- 1916 :
  - Robert Charpentier, cycliste sur route et sur piste français. Champion olympique sur route individuel et par équipes puis de la poursuite par équipes aux Jeux de Berlin 1936. († 29 octobre 1966).
- 1925 :
  - Dettmar Cramer, footballeur puis entraîneur allemand. Vainqueur des Coupe des clubs champions 1975 et 1976. Sélectionneur de l'équipe des États-Unis de 1974 à 1975, de l'équipe d'Arabie saoudite de 1978 à 1980, de l'équipe de Malaisie en 1985 et de l'équipe de Thaïlande en 1997. († 17 septembre 2015).
- 1933 :
  - Bill France Jr., dirigeant sportif de sport automobile américain. Président de la NASCAR de 1972 à 2003. († 4 juin 2007).
  - Brian Hewson, athlète de demi-fond britannique. Champion d'Europe d'athlétisme du 1 500m 1958.
- 1934 :
  - Jean-Louis Buron, footballeur français. (4 sélections en équipe de France). († 11 septembre 2005).
- 1938 :
  - A. Bartlett Giamatti, dirigeant sportif de baseball américain. Président de la Ligue nationale et commissaire de la Ligue majeure de baseball. († 1er septembre 1989).
- 1940 :
  - Richard Attwood, pilote de courses automobile britannique.
- 1944 :
  - Nelson Prudêncio, athlète de sauts brésilien. Médaillé d'argent du triple saut aux Jeux de Mexico 1968 puis médaillé de bronze du triple saut aux Jeux de Munich 1972. († 23 novembre 2012).

### XXesièclede1951à2000
- 1952 :
  - Rosemarie Ackermann, athlète de sauts est-allemande puis allemande. Championne olympique de la hauteur aux jeux de Montréal 1976. Championne d'Europe d'athlétisme de la hauteur 1974.
  - Pat Burns, entraîneur de hockey sur glace canadien. († 19 novembre 2010).
- 1954 :
  - René Girard, footballeur puis entraîneur français. (7 sélections en équipe de France).
- 1956 :
  - Pascal Janin, footballeur puis entraîneur français.
- 1957 :
  - Roger Gould, joueur de rugby à XV australien. (25 sélections en équipe nationale).
- 1958 :
  - Christian Danner, pilote de F1 allemand.
  - Greg Foster, athlète de haies américain. Médaillé d'argent du 110 m haies aux Jeux Los Angeles 1984. Champion du monde d'athlétisme du 110 m haies 1983, 1987 et 1991.
- 1960 :
  - Jonathan Agnew, joueur de cricket puis journaliste et commentateur sportif britannique. (3 sélections en Test cricket).
  - José Peseiro, footballeur et entraîneur portugais.
- 1962 :
  - Marco Giovannetti, cycliste sur route italien. Champion olympique des 100km par équipes aux Jeux de Los Angeles 1984. Vainqueur du Tour d'Espagne 1990.
- 1963 :
  - Dale Hawerchuk, hockeyeur sur glace canadien.
- 1964 :
  - Branco, footballeur brésilien. Champion du monde football 1994. Vainqueur de la Copa América 1989. (72 sélections en équipe nationale).
- 1966 :
  - Chrístos Tsékos, basketteur puis entraîneur grec. Vainqueur de la Coupe Korać 1994. (17 sélections en équipe nationale).
- 1967 :
  - Finn Christian Jagge, skieur alpin norvégien. Champion olympique du slalom aux Jeux d'Albertville 1992.
- 1968 :
  - Jesús Miguel Rollán, joueur de water-polo espagnol. Médaillé d'argent aux Jeux de Barcelone 1992 puis champion olympique lors des Jeux d'Atlanta 1996. († 11 mars 2006).
- 1970 :
  - Barry van Galen, footballeur néerlandais.
- 1971 :
  - Dietmar Kühbauer, footballeur autrichien. (55 sélections en équipe nationale).
  - Yanic Perreault, hockeyeur sur glace canadien.
- 1973 :
  - Loris Capirossi, pilote de courses moto italien. Champion du monde de vitesse moto 125 cm³ 1990 et 1991 puis champion du monde de vitesse moto 250 cm³ 1998. (29 victoires en Grand Prix).
- 1975 :
  - Scott Rolen, joueur de baseball américain.
- 1976 :
  - Sébastien Enjolras, pilote de courses automobile français. († 3 mai 1997).
- 1977 :
  - Shauna Rohbock, bobeuse américaine. Médaillée d'argent de bob féminin aux Jeux de Turin 2006.
- 1979 :
  - Roberto Luongo, hockeyeur sur glace canadien. Champion olympique aux Jeux de Vancouver 2010 puis aux Jeux de Sotchi 2014. Champion du monde de hockey sur glace 2003 et 2004.
  - Ludovic Roux, skieur de nordique français. Médaillé de bronze par équipes aux Jeux de Nagano 1998.
- 1980 :
  - Kevin Escoffier, navigateur et skipper français. Vainqueur du Trophée Jules-Verne 2012.
  - Johanna Manninen, athlète de sprint finlandaise.
- 1983 :
  - Ben Gordon, basketteur américano-britannique.(5 sélections avec l'équipe des États-Unis).
  - Mounir Obbadi, footballeur franco-marocain. (22 sélections avec l'équipe du Maroc).
- 1984 :
  - Sean May, basketteur américain.
- 1985 :
  - Dudi Sela, joueur de tennis israélien.
- 1986 :
  - Cyndie Allemann, pilote de courses automobile suisse.
  - Kyle Landry, basketteur canadien. (10 sélections en équipe nationale).
  - Maurice Manificat, skieur de fond français. Médaillé de bronze du relais 4×10 km aux Jeux de Sotchi 2014 puis du sprint par équipes et du relais 4×10 km aux Jeux de Pyeongchang 2018. Médaillé d'argent du 15 km libre et de bronze du relais 4×10 km aux Mondiaux de ski de fond 2015 puis de bronze du relais 4×10 km aux Mondiaux de ski de fond 2019.
  - Aiden McGeady, footballeur irlandais. (92 sélections en équipe nationale).
- 1987 :
  - Francesco Castellacci, pilote de courses automobile d'endurance italien.
  - Sami Khedira, footballeur germano-tunisien. Champion du monde de football 2014 et vainqueur de la Ligue des champions 2014 avec le Real Madrid. (77 sélections avec l'équipe d'Allemagne).
  - Clément Praud, joueur de rugby à XV français.
- 1988 :
  - Nadine Keßler, footballeuse allemande. Championne d'Europe de football féminin 2013. Victorieuse des Ligue des champions 2010, 2013 et 2014. (29 sélections en équipe nationale).
- 1989 :
  - Luiz Razia, pilote de courses automobile brésilien.
  - Camille Serme, joueuse de squash française. Championne d'Europe de squash 2012, 2013, 2014, 2015, 2016 et 2017. Victorieuse du British Open 2015, de l'US Open 2016 et du Tournoi des champions de squash féminin 2017.
  - Jonathan Paredes, coureur cycliste colombien. (° 19 mai 2025).
- 1990 :
  - Steffen Fäth, handballeur allemand. Médaillée de bronze aux Jeux de Rio 2016. Champion d'Europe masculin de handball 2016. (77 sélections en équipe nationale).
  - Alexander Pallestrang, hockeyeur sur glace autrichien. (71 sélections en équipe nationale).
  - Marc Vales, footballeur andorran. (61 sélections en équipe nationale).
- 1991 :
  - Jack Cooley, basketteur américain.
  - Brandon Pirri, hockeyeur sur glace canadien. (9 sélections en équipe nationale).
  - William Rémy, footballeur français.
- 1992 :
  - Abdou Badji, basketteur sénégalais. (23 sélections en équipe nationale).
  - Daniel Theis, basketteur allemand. (32 sélections en équipe nationale).
- 1993 :
  - Gadwin Springer, joueur de rugby à XIII français. (3 sélections en équipe de France).
- 1994 :
  - Julie Belhamri, pentathlonienne française. Médaillée de bronze du relais mixte aux Mondiaux de pentathlon moderne 2017. Médaillée de bronze par équipe aux CE pentathlon moderne 2018.
  - Robert Carter, basketteur américain.
  - Gregor Mühlberger, cycliste sur route autrichien.
- 1995 :
  - Natan Jurkovitz, basketteur suisse.
- 1997 :
  - Stina Lennartsson, footballeuse suédoise. (2 sélections en équipe nationale).
- 1998 :
  - Benjamin Diez, volleyeur français. (41 sélections en équipe de France).
- 1999 :
  - Axel Norén, footballeur suédois.
- 2000 :
  - Joel Parra, basketteur espagnol.

### XXIesiècle
- 2001 :
  - Renzo Orihuela, footballeur uruguayen.
- 2002 :
  - Daniel Grassl, patineur artistique individuel italien.

## Décès

### XXesièclede1901à1950
- 1915 :
  - Andrew Stoddart, 52 ans, joueur de rugby à XV et de cricket anglais. (10 sélections avec l'équipe de rugby à XV et 16 sélections en Test cricket). (° 11 mars 1863).
- 1931 :
  - André Michelin, 78 ans, ingénieur, industriel et pilote de courses automobile français. (° 16 janvier 1853).
- 1932 :
  - Arthur Hoffmann, 44 ans, athlète de sprint allemand. Médaillé d'argent du relais olympique aux Jeux de Londres 1908. (° 10 décembre 1887).
- 1940 :
  - Gustav Goßler, 61 ans, rameur allemand. Champion olympique du quatre avec barreur aux Jeux de Paris 1900. (° 4 avril 1879).
  - Jimmy Hay, 59 ans, footballeur puis entraîneur écossais. (11 sélections en équipe nationale). (° 9 février 1881).
- 1945 :
  - Yngve Stiernspetz, 57 ans, gymnaste artistique suédois. Champion olympique du système suédois aux Jeux de Stockholm 1912. (° 27 avril 1887).

### XXesièclede1951à2000
- 1967 :
  - Héctor Scarone, 68 ans, footballeur puis entraîneur uruguayen. Champion olympique aux Jeux de Paris 1924 et aux Jeux d'Amsterdam 1928. Champion du monde de football 1930. Vainqueur des Copa América 1917, 1923, 1924 et 1926. (52 sélections en équipe nationale). (° 26 novembre 1898.
- 1979 :
  - Joseph Alcazar, 67 ans, footballeur français. (11 sélections en équipe de France). (° 15 juin 1911).
- 1996 :
  - Barney Ewell, 78 ans, athlète de sprint américain. Champion olympique du relais 4×100 m et médaillé d'argent du 100 et 200 m aux Jeux de Londres 1948. (° 25 février 1918).
- 1999 :
  - Early Wynn, 79 ans, joueur de baseball américain. (° 6 janvier 1920).

### XXIesiècle
- 2004 :
  - Albéric Schotte, 89 ans, cycliste sur route belge. Champion du monde de cyclisme sur route 1948 et 1950. Vainqueur des Tours des Flandres 1942 et 1948, puis des Gand-Wevelgem 1950 et 1955. (° 7 septembre 1919).
- 2010 :
  - Alec Bedser, 91 ans, joueur de cricket anglais. (51 sélections en test cricket). (° 4 juillet 1918).
- 2011 :
  - Juan Tuñas, 94 ans, footballeur cubain. (3 sélections en équipe nationale). (° 1er février 1917).
- 2015 :
  - Elmer Lach, 97 ans, hockeyeur sur glace canadien. (° 22 janvier 1918).
- 2017 :
  - Mike Taylor, 82 ans, pilote de course automobile britannique. (° 24 avril 1934).
- 2019 :
  - André Castel, 75 ans, footballeur français. Champion de France en 1965 et 1966 avec le FC Nantes. (° 28 avril 1943).
  - Thompson Mann, 76 ans, nageur américain spécialiste des épreuves de dos. Champion olympique du relais 4 × 100 m quatre nages des Jeux de 1964 à Tokyo. (° 1er décembre 1942).
  - Myer Skoog, 92 ans, joueur de basket-ball américain. (° 2 novembre 1926).